# Onosma simplicissimum
Onosma simplicissimum är en strävbladig växtart som beskrevs av Carl von Linné. Onosma simplicissimum ingår i släktet Onosma och familjen strävbladiga växter. Inga underarter finns listade i Catalogue of Life.